# Sext de Queronea
Sext de Queronea, en llatí Sextus, en grec antic Σέξτος fou un filòsof estoic grec, nebot de Plutarc i un dels mestres de l'emperador Marc Aureli. Podria ser el mateix personatge que Jordi Sincel·le anomena Sext Filòsof, que va florir durant el regnat d'Hadrià.
Suides diu que durant la última part del regnat de Marc Aureli, Sext ensenyava a Roma i l'emperador va assistir a les seves classes. Suides el confon amb Sext Empíric, quan diu que va ser deixeble d'Heròdot de Tars, però quan diu que l'emperador el va incloure entre els seus consellers, segurament es refereix a aquest Sext. Hi ha una història que parla d'un impostor que es va fer passar per ell, ja que s'assemblaven molt, per apoderar-se dels seus honors, però que va ser descobert per Pèrtinax, quan es va adonar que no sabia grec.
Suides, finalment, li atribueix dues obres: Ἠθικά, Ethica, i Ἐπισκεπτικά, βιβλία δέκα, Episceptica Libris decem, obra que també menciona l'emperadriu Eudòxia Macrembolitissa. Fabricius creu que un o potser tots dos títols haurien format part d'una obra titulada Διαλέξεις (Dissertationes), en cinc llibres:
- 1. Περὶ ἀγαθοῦ καὶ κακοῦ, De Bono et Malo.
- 2. Περὶ καλοῦ καὶ αἰσχροῦ, De Honesto et Turpi.
- 3. Περὶ δικαίου καὶ ἀδικοῦ, De Justo et Injusto.
- 4. Περὶ ἀληθείας καὶ ψ̓εύδους, De Veritate et Falsitate.
- 5. An Virtus et Sapientia doceri possint.[1]